# Hrašće Turopoljsko
Hrašće Turopoljsko je naselje u sastavu Grada Zagreba. Dio naselja nalazi se u gradskoj četvrti Novi Zagreb – istok, a drugi dio u gradskoj četvrti Novi Zagreb – zapad.

## Stanovništvo
Prema popisu stanovništva iz 2001. godine, naselje je imalo 1156 stanovnika te 352 obiteljskih kućanstava.

Prema popisu stanovništva 2011. godine naselje je imalo 1202 stanovnika.
| broj stanovnika | 348   | 518   | 476   | 509   | 604   | 660   | 631   | 738   | 824   | 822   | 891   | 950   | 1031  | 1099  | 1156  | 1202  | 1232  |
|                 | 1857. | 1869. | 1880. | 1890. | 1900. | 1910. | 1921. | 1931. | 1948. | 1953. | 1961. | 1971. | 1981. | 1991. | 2001. | 2011. | 2021. |

## Povijest
Blizu sela Odre, na istočnoj strani, osnovano je veliko selo Hrašće, poznato po drvenim turopljskim kućama, Uglavnom poredanih uz cestu (nizni tip naselja). Po šematizmu zagrebačke biskupije 1909. godine Hrašće ima 636 Katolika i 3 Židova. U starim pismima na razne je načine pisano ime Hrašća: Hrascga, Hrasthya, Hrastya, Hrasche.

Selo nosi ime po hrašću, koje je ovdje nekada raslo na velikim površinama. Otuda možemo zaključiti, da je to selo nekoć stajalo u hrastovoj šumi. Prvi put se ime tog sela spominje godine 1265. i to kao zemlja „Harastya". I kaptol zagrebački držao je na početku 14. stoljeća neke posjede u Hrašću, koje je darovao svećeniku Dionizu, svom notaru. Ovaj je god. 1327, taj svoj posjed u Hrašću zamijenio s gospođom Srebrenom, udovicom Matije sina Radoša Turopoljca i sinom njezinim Gurenom te bratom Matejom za njihov posjed Petrovac pod Medvedgradom. Godine 1331. pak je isti svećenik Dionizij prodao za šest maraka dio svog posjeda u Hrašću, Petku sinu Vidomira sina Čadonje i Stjepanu sinu Marka sina Radostečeva. Ta zemlja prostirala se dužinom između Odre i Gliboke (Mlake), a širinom između zemalja želinskih i zemalja spomenutog Petka i njegove obitelji.

Jedan dio hrašćanskih zemalja spadao je i pod stari grad Želin, koji je tada bio u kraljevskom posjedu. Godine 1387. darovao je kralj Sigismund posjede želinske u Hrašću i Petrovini, u zagrebačkoj općini. Od toga vremena držala je zagrebačka općina posjede u Hrašću i Petrovini, i tako došla u susjedtstvo s turopoljskom općinom.

Budući da po svoj prilici rečeni svećenik Dionizij nije bio Turopoljac, Turopoljci su u posjed Hrašća došli 1327. i kasnije 1331. Od tog vremena pak sve do polovine 15. stoljeća nemam gotovo nikakvih osobitih zapisa o turopoljskom Hrašću. Spominje se doista ime toga sela, ali bez osobitih događaja. Godine 1459. spominje se popis crkvene desetine na nekoliko imena hrašćanskih žitelja, za koje ali ne možemo reći, da li su spadali pod Turopolje ili pod Zagreb. Pouzdanije vijesti imamo iz godine 1461. Te se godine spominju plemeniti Turopoljci u Hrašću: Jakov sin Tome sina Kunićeva, Toma sin Kuše kćeri Jurja sine Petkova, Petar sin Margarete kćeri rečenog Jurja Petkova, Ivan i Pavao sinovi Ursule kćeri spomenute Margarete i Juraj sin Nikole Lubnića, koji su neke dijelove zemlje prodali Marku sinu Vrbana, sina Koskova. Taj se Marko već tada zove po svom djedu „Kosku“ Kosković. Ova obitelj, koja potječe od roda Koskuta (1226.), kasnije je vrlo mnogobrojna u Hrašću. Godine 1464. kupili su Antun i Pavao, sinovi Marka Koska zemlju Dubravu od Tome sina Valentina iz Lužja. Godine 1466. spominju se ove turopoljske obitelji u Hrašću: Škrilec i Kosković. Škrilci su izumrli smrću Pavla Škrilca.

Početkom 16. stoljeća u Hrašću se nalazi samo jedna plemićka turopoljska obitelj, i to je Kosković, koja je bila prilično zastupljena. Godine 1600. nalazimo u Hrašću osim Koskovića još i obitelji Pevec, Vitković, Kokotović i Sedmak, a godine 1602. i obitelj Macedurić.

U Hrašću imala je tada imanja i plemićka obitelj Cvetašin-Hranilović, koja nije spadala među turopoljske obitelji. Juraj Cvetašin-Hranilović i njegova žena Jelena učinili su Turopoljcima velike usluge. Zbog toga je turopoljska općina na svom velikom imanju u Velikoj Gorici 16. ožujka 1605. dozvolila, da Cvjetašin može svoje svinje hraniti u turopoljskim šumama, te sjeći drvo za gradnju kuće i krova. Ali za to je i on bio obvezan plaćati sve poreze općini poput ostalih Turopoljaca. Tako je i imanje Cvjetašinovo došlo u turopoljsku općinu, i već godine 1612. zapisana je u knjigu plaćanja poreza.

Godine 1625. izumiru u Hrašću obitelji Sedmak i Kokotović čim se pojavljuju Franetići, a godine 1632. i Cari. 1667. bilo je u Hrašću 16 plemićkih turopoljskih kuća.

U bavarski rat godine 1747. pošlo je iz Hrašća 5, a u sedmogodišnji godine 1758. 3 momka.

Popis kuća turopoljskih od godine 1773. pokazuje da je u Hrašću 25 kuća, među kojima su bile i kuće kmetova Petra Škrlca.
Najopsežniji popis plemića u Hrašću pod konac 18. stoljeća jest onaj iz godine 1782. Taj popis spominje ova plemićka imena: Sabolić, Halovanjec, Busak, Grgurić. Krajačić, Medven, Kolarić, Kos, Arbanas, Škvorc, Višković, Devunić, Noršić, Križanić, Pevec, Franetić i Šurmanović. Iste plemiće i još plemenitu obitelj Cvetković navodi popis Turopolja od godine 1796.
Ustanku protiv Francuza 1809. pridružuje se četvero muškaraca iz Hrašća.

## Društva
- DVD Hrašće[8] –  osnovano je 1944. godine. Osnivači društva bili su:

1. Juraj Vodopivec, predsjednik
2. Mirko Kolarić, potpredsjednik
3. Imbro Kos, tajnik
4. Vinko Križanić, zapovjednik
5. Bartol Kos, ml., blagajnik.

## Šport
- NK Hrašće, nogometni klub

## Poznate osobe
- Mato Paljug, svećenik, pjesnik i mučenik

## Vanjske poveznice
- DVD-Hrašće.hr  Arhivirana inačica izvorne stranice od 18. svibnja 2015. (Wayback Machine)